# 윤효중
윤효중(尹孝重, 1917년 12월 5일~1967년 10월 19일)은 대한민국의 조각가이다. 호는 ‘불재(弗齋)’이다.

## 생애
윤호중은 경기도 장단군 출신으로, 배재고등보통학교에서 미술 교사였던 조각가 김복진에게 사사했다. 이후 일본에 유학하여 목조(木彫)를 전공하였고, 1941년 김복진의 출신교인 도쿄 미술학교를 졸업하였다.
1940년부터 문전(文展)·선전(鮮展) 에 출품하기 시작하여 총독상·창덕궁상을 수상했고, 1942년 일본조각가연맹(日本彫刻家聯盟) 회원이 되었다.
1948년에서 1958년에는 홍익대학교 미술학부의 창설에 참가하여 동 조각과장, 미술학부장 등을 역임했다. 1951년 이탈리아 베니스에서 열린 유네스코 국제예술가회의에 한국대표로 참가, 1952년 스위스 만국박람회, 동 53년 영국 국제조각대회에 출품했다. 1953년 이래 국전 심사위원으로 활약하였다. 1955년에는 대한민국 예술원 회원이 되었고, 대한미술협회 부위원장을 역임하였다. 1957년에는 한국미술연구소의 개설을 위해 노력하였다.

## 작품
주요 기념동상작으로 〈이충무공동상(鎭海)〉, 〈민충정공상〉, 〈이승만박사상〉이 있으며, 작품으로 〈물동이를 인 여인〉, 〈현명(弦鳴)〉, 〈생〉, 〈희망〉, 〈석(昔)〉, 〈해변가의 도시 풍경〉, 〈십자가〉 등이 있다.
일제 강점기에는 〈현명(弦鳴)〉(1942), 〈물동이를 인 여인〉(1944)  등 토속적인 소재의 인물 조각이 대표작이다. 광복 후에는 제1공화국 대통령 이승만 동상을 비롯하여 제작하는 등 기념탑 등 대형 조각 작품 제작에 자주 참여했다. 윤효중이 이승만의 80회 생일을 기념해 제작한 이승만 동상은 4·19 혁명 때 분노한 시위대에 의해 파괴된 바 있다.

## 친일 논란 관련
일제강점기 말기인 1944년 결전미술전에 친일 조소 작품을 출품한 경력이 있다. 이 외에도 1942년 조선미술전람회에 전쟁 승리를 기원하는 일본의 전통 풍습인 천인침을 소재로 한 〈천인침(千人針)〉을 출품해 특선을 차지하는 등 친일 작품을 제작했고, 대화숙에서 미술을 지도한 경력 등 친일 행적이 비교적 뚜렷한 편이다. 이로 인해 광복 직후 조선미술건설본부가 결성될 때 배제되기도 했다.
2008년 민족문제연구소가 정리한 친일인명사전 수록예정자 명단 중 미술 분야에 선정되었다.

## 참고자료
- 최열, 친일미술 연구의 역사, 개념, 범주[깨진 링크(과거 내용 찾기)] 《디지털 웹진 Now Art》 (2002년 광복 57주년 기념 학술 심포지엄 - 문화예술의 친일 논리와 성격)
- 박종찬 (2004년 10월 1일). ““붓으로 화폭으로 진충보국하라”- ‘식민지 조선과 전쟁미술전’…미술계 거목들의 친일대표작 한자리에”. 한겨레. 2005년 4월 1일에 원본 문서에서 보존된 문서. 2008년 4월 10일에 확인함.